# آنی یرانیان
آنی وارطانی یرانیان (ارمنی: Անի Վարդանի Երանյան؛ زادهٔ ۴ فوریهٔ ۱۹۹۱) یک بازیگر تئاتر و سینما، خواننده و مجری تلویزیونی اهل ارمنستان است. وی از سال ۲۰۰۷ میلادی تاکنون مشغول فعالیت بوده است.

## زندگی‌نامه
وی از انستیتو دولتی سینما و تئاتر ایروان فارغ‌التحصیل شده است. وی در ارمنستان ۱، آرمنیا تی‌وی و یواس‌آرمنیا تی‌وی فعالیت کرده است.

## فیلمشناسی
| سال  | عنوان                                                 | نقش    | یادداشت                         |
| ---- | ----------------------------------------------------- | ------ | ------------------------------- |
| ۲۰۱۳ | Chicago-Tzakhkatzor transit (Չիկագո-Ծաղկաձոր տրանզիտ) | کارا   |                                 |
| ۲۰۱۱ | Groom from the circus                                 |        | نقش اصلی به همراه هوهانس آزویان |
| ۲۰۱۰ | A Millionaire Wanted                                  | آرئویک |                                 |
| ۲۰۱۵ | A Game by My Rules (ԽԱՂ ԻՄ ԿԱՆՈՆՆԵՐՈՎ)                | یه‌وا   |                                 |

| سال       | عنوان                            | نقش           | یادداشت  |
| --------- | -------------------------------- | ------------- | -------- |
| ۲۰۱۷–۲۰۱۸ | شمارش معکوس (Հետհաշվարկ)         | آرسینه / ماری | نقش اصلی |
| ۲۰۱۴–۲۰۱۷ | فول هاوس                         | تاتِو          | نقش اصلی |
| ۲۰۱۲–۲۰۱۳ | دختر ژنرالThe General's Daughter | ناره          | نقش اصلی |
| ۲۰۱۰–۲۰۱۱ | آنا                              |               |          |

| سال  | عنوان  | Notes  |
| ---- | ------ | ------ |
| ۲۰۱۴ | حس ششم | میهمان |

| سال  | عنوان                                            | هنرمند            |
| ---- | ------------------------------------------------ | ----------------- |
| ۲۰۱۵ | اکنون می‌فهمد Hima kimana (Mihran Tsarukyan song) | میهران تساروکیان  |
| ۲۰۱۵ | پرواز ناتمامAnavart Trichq                       | کریستینه په‌په‌لیان |